# اوانجلین اسمیت آدامز

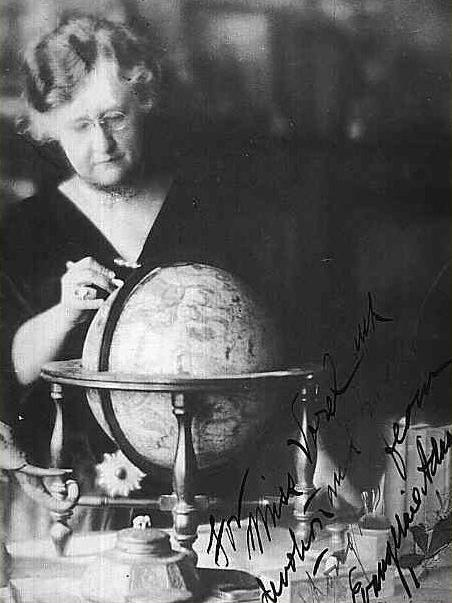
Evangeline Adams

اوانجلین اسمیت آدامز (۸ فوریه ۱۸۶۸ – ۱۰ نوامبر ۱۹۳۲) یک ستاره‌شناس آمریکایی بود که در شهر نیویورک فعالیت می‌کرد. او کسب‌وکاری موفق در مشاوره ستاره‌شناسی راه‌اندازی کرد، شهرت زیادی به دست آورد و توانست از شیوه‌های ستاره‌شناسی خود در دادگاه دفاع کند و تعدادی کتاب پرفروش در زمینه ستاره‌شناسی منتشر کرد که از جمله آنها می‌توان به «ستاره‌شناسی: جایگاه شما در خورشید» (۱۹۲۷)، «ستاره‌شناسی: جایگاه شما در میان ستارگان» (۱۹۳۰) و خودنگاشت او، «کاسه آسمان» (۱۹۲۶) اشاره کرد. در حالی که آلیستر کراولی کتاب‌های او را در زمینه ستاره‌شناسی به عنوان نویسنده پشت‌پرده نوشت، اما آدامز به‌عنوان مشارکت‌کننده شناخته‌شده در متن ستاره‌شناسی کراولی به نام «شیوه عمومی ستاره‌شناسی» معرفی می‌شود. او به‌عنوان «اولین سوپراستار ستاره‌شناسی آمریکایی» توصیف شده است.

## زندگی‌نامه
آدامز در ۸ فوریه ۱۸۶۸ در جرسی سیتی، نیوجرسی به دنیا آمد. والدینش، جورج و هاریت آدامز، خانواده‌ای محافظه‌کار بودند. پدر او زمانی که ۱۵ ماهه بود درگذشت. قبل از آنکه آدامز به‌طور کامل به ستاره‌شناسی مشغول شود، به یک آقای لرد که احتمالاً کارفرمایش بود، نامزد کرد. اگرچه او گفته بود که ابتدا عاشق او بوده، اما به‌گفته منابع، بعد از مدتی احساساتش را از دست داده و نامزدی را خاتمه داد.
هزاران نفر از مشترکان خبرنامه ستاره‌شناسی او توصیه‌های او را برای سرمایه‌گذاری در بورس قبل از بحران مالی ۱۹۲۹ دنبال کردند. او در سال ۱۹۳۲ درگذشت.

## شیوه ستاره‌شناسی و جنجال‌ها
در پایان دوران حرفه‌ای خود، آدامز شروع به انتشار کتاب‌ها و افزایش محبوبیت خود در رسانه‌های عمومی کرد. او در بیشتر دوران کاری خود یک فعالیت موفق در زمینه ستاره‌شناسی داشت که بر اساس مشاوره حضوری یا از طریق پست انجام می‌شد. این کسب‌وکار به حدی گسترش یافت که چندین دستیار و منشی استخدام کرد. برای چندین سال، آدامز از آلیستر کراولی به‌عنوان نویسنده پشت‌پرده استفاده می‌کرد. رابطه کاری آنها در نهایت به رابطه‌ای پرتنش تبدیل شد که مسائل مربوط به حق تألیف و «چه کسی واقعاً چه چیزی را نوشته است» را به دنبال داشت، به‌ویژه در مورد کتاب General Principles of Astrology کراولی (که در نهایت به نام کراولی منتشر شد اما با مشارکت شناخته‌شده آدامز).
آدامز سه بار در نیویورک به‌خاطر پیش‌بینی آینده دستگیر شد؛ در سال‌های ۱۹۱۱، ۱۹۱۴ و ۱۹۲۳. اگرچه در آن زمان انجام ستاره‌شناسی غیرقانونی بود، اما هیچ‌یک از پرونده‌هایی که علیه او مطرح شد، موفق نبود. محاکمه او در مه ۱۹۱۴ به‌ویژه قابل توجه بود زیرا قاضی پس از اینکه آدامز برای او یک پیش‌بینی ستاره‌شناسی انجام داد که شخصیت پسرش را از روی داده‌های تولدش شرح داد، او را از تمام اتهامات تبرئه کرد و مهارت او را ستود.
آدامز از مشتریان خود برای پیش‌بینی‌هایش مبلغ خوبی دریافت می‌کرد. او به‌عنوان کسی که تغییرات بازار بورس را پیش‌بینی می‌کرد، شناخته می‌شد. با این حال، نویسنده کارول کریسمان اشاره کرده است که:
مخالفان اشاره می‌کنند که آدامز هیچ دانشی از اقتصاد نداشت و پیش‌بینی‌های او همیشه مبهم بود، پیش‌بینی‌هایی که فاجعه را می‌گفت اما فاجعه‌های خاصی را مشخص نمی‌کرد، و می‌گفت که بازار بورس بالا خواهد رفت در حالی که کشور در دوره‌ای از رشد چشمگیر در بازار بورس قرار داشت. افرادی که به او ایمان داشتند، اغلب پیش‌بینی‌های نادرست را فراموش می‌کردند و از پیش‌بینی‌هایی که به واقعیت پیوست استفاده می‌کردند تا نشان دهند که او دقیق بوده است.
 نادرترین پیش‌بینی ناموفق آدامز این بود که «سهام ممکن است به آسمان صعود کنند» چند هفته قبل از بحران ۱۹۲۹. تحلیلگر سرمایه‌گذاری کنت فیشر نوشته است که پیش‌بینی‌های موفق اندک او منتشر می‌شدند در حالی که پیش‌بینی‌های اشتباه او توسط افرادی که مشتاق به باور بودند، نادیده گرفته می‌شدند. او آدامز را به‌عنوان «یک شیاد آشکار بدون دانش واقعی در زمینه سرمایه‌گذاری» توصیف کرده است.